# Americké padlí angreštové
Americké padlí angreštové také nejnověji nazývané hnědé padlí angreštové je choroba ovocných dřevin, které se projevuje především napadením plodů a listů. Je způsobena cizopasnou houbou Podosphaera mors-uvae (syn. Sphaerotheca mors-uvae) z třídy hub vřeckovýtrusných, čeledi Erysiphaceae. EPPO kód SPHRMU. Podle odborných zdrojů[zdroj?] je v první polovině 21. století nejvážnější houbovou chorobou angreštů a napadá rovněž rybíz. Tento patogen způsobuje škody zejména u zahrádkářů, tam, kde není prováděna chemická ochrana. Ačkoliv je všeobecně velmi hojná, choroba se podle odborného názoru více vyskytuje tam, kde byl podceněn správný výběr stanoviště, volba odolného kultivaru a řez.
Faktem je, že výběr rezistentní odrůdy, vhodného stanoviště ani průklest nezabrání infekci.

## Synonyma patogena

### Vědecké názvy
Podle biolib.cz.biolib.cz
- Albugo mors-uvae (Schwein.) Kuntze 1892
- Desetangsia mors-uvae (Schwein.) Nieuwl. 1916
- Erysiphe mors-uvae Schwein. 1834
- Sphaerotheca mors-uvae

### České názvy choroby
- padlí angreštové
- padlí americké
- americké padlí
- hnědé padlí angreštové
- hnědé padlí angreštu

## Zeměpisné rozšíření
Tento houbový patogen pochází pravděpodobně z Ameriky a dnes se vyskytuje téměř po celém světě. Z Asie jsou výskyty hlášeny z Číny, Japonska, Severní Koreje a Turecka, v Americe se tento patogen vyskytuje např. v USA (Ontario, Kalifornie, Oregon, Montana a další), v Kanadě, na Aljašce. Výskyt je hlášen i z Austrálie a Nového Zélandu.

### Výskyt v Evropě
V roce 2001 - Rakousko, Bělorusko, Belgie, Bulharsko, Česká republika, Dánsko, Estonsko, Finsko, Francie, Německo, Řecko, Maďarsko, Irsko, Itálie, Lotyšsko, Litva, Moldavsko, Nizozemsko, Norsko, Polsko, Portugalsko, Rumunsko, Rusko, Střední ruském dálném východě , severní Rusko, jižní Rusko, západní Sibiř, Slovensko, Švédsko, Švýcarsko, Velká Británie, Ukrajina, Jugoslávie 

### Výskyt v Česku
V ČR na začátku 21. století běžná.

## Význam
Houževnatý parazit způsobující vážné škody. Napadené obrůstající stromky nebo keře mohou snáze namrzat. Významné poškození porostů angreštu způsobuje americké padlí také v ovocných školkách.

## Hostitelské rostliny
Hlavním hostitelem je angrešt (Grossularia uva-crispa (L.)Mill.). Napadeny však mohou být také rybízy, především rybíz černý (Ribes nigrum L.), ale i rybíz červený a bílý a kříženci angreštu a rybízu. Hostitelskými rostlinami jsou i další rybízy, a to meruzalka zlatá (Ribes aureum), meruzalka alpská(R. alpinum) a další. 

## Přenos
Konidie jsou přenášeny větrem.

## Biologie
Během roku se padlí šíří konidiemi. Optimum pro klíčení konidií je kolem 20 °C. Konidie, které slouží k rozšiřování choroby během pozdního jara a léta. Askospory se tvoří ve vřecku v kleistoteciích v porostu sekundárního (hnědého) mycelia koncem léta a na podzim. Způsob šíření Hnědé (americké) padlí angreštu se šíří především za teplejšího počasí a vysoké vlhkosti vzduchu. Jako většinu druhů padlí omezují jeho výskyt trvalejší srážky, nižší nebo naopak vyšší teploty (optimum pro šíření je 20 – 22 °C) a dlouhodobě suché počasí. Šíření padlí naopak podporují dešťové přeháňky, rosy a mlhy, které zajišťují potřebnou vyšší vlhkost vzduchu. Přezimuje podhoubí v pupenech a na letorostech a kleistotecia. Na podhoubí, které přetrvalo na větévkách nebo porůstá mladé letorosty, se na jaře vytvářejí na konidioforech konidie a ve vřeckách v kleistoteciích vyzrávají askospory. Konidie i askospory infikují mladé letorosty a plody.

## Příznaky
- stříbrošedý povlak na přezimujících letorostech
- na letorostech na jaře bělavý moučnatý povlak
- hnědý povlak na plodech, které pak zakrňují
- metlovitost

Koncem května se objevuje na mladých výhoncích povlak bělavého moučnatého epifytického mycelia, kterým se zakrátko pokryje celý vegetační vrchol i s adventivními pupeny. V tomto stadiu se hojně tvoří bělavý poprašek konidií. Na napadené větvičce jsou listy o něco menší, často se ohrnují na spodní stranu, dříve zasychají nebo předčasně opadávají. Z bělavého primárního mycelia brzy vyrůstá hnědé, sekundární, tzv. vzdušné mycelium, u tohoto padlí zvlášť vyvinuté, v němž se později tvoří malá hnědočerná tělíska – kleistothecia. 
Infekce pokrývá zprvu bílým, později hnědým plsťovitým povlakem plody. Ty se už dále nevyvíjejí. Pokud se plody vyvinou, nejsou chutné. 
Při poškození vrcholků letorostů vyrůstají z adventivních pupenů nové letorosty a dochází k metlovatění. Podle hustého vzdušného mycelia na větvičkách lze napadené keře rozeznat i po období vegetace.

## Morfologie patogena
- Mycelium - bělavé, článkované
- Sekundární vzdušné mycelium -tvoří hnědý povlak.
- Kleistothecia kulovitá, 80 až 110 μm v průměru.[1]

### Možnost záměny
Lze zaměnit za evropské padlí angreštu Erysiphe grossulariae (synonymum Microsphaera grossulariae)

## Ekologie
Optimum pro infekci je 20 – 22 °C. Šíření padlí podporují dešťové přeháňky, rosy a mlhy, tedy vyšší vlhkost vzduchu. Podle dostupných informací může ovšem dlouhodobě deštivé počasí ale také nízké nebo vysoké teploty či nízká vzdušná vlhkost výrazně potlačovat výskyt padlí. 

## Ochrana
Hnědé padlí angreštu je hospodářsky nejvýznamnějším houbovým onemocněním angreštu. Tato choroba angreštů způsobuje největší škody ze všech chorob a škůdců vyskytujících se na angreštu. 

## Ochrana rostlin

### Prevence
Základem preventivních opatření je vhodná výsadba a způsob pěstování. Keře nebo stromky se nevysazují příliš hustě vedle sebe, porost se udržuje vzdušný, nezahuštěný, nevysazovat na vlhká místa. Při nákupu se upřednostňují odolné kultivary (Invicta, Kaptivátor, Rocula, Rolonda, Rixanta a další). Je doporučováno nepřehnojovat dusíkem.

### Agrotechnická opatření
Při průklestu je nutné kontrolovat letorosty, zda nejsou pokryty stříbrošedým povlakem, především na koncích letorostů, jenž svědčí o přezimující chorobě. V tom případě se napadené letorosty odstřihnou ve zdravém dřevě a spálí. 

### Chemická ochrana
K ošetření lze použít přípravek přípravek Karathane LC a Discus podle návodu. Vzhledem k ochranné lhůtě je Rubigan 12 EC používán výhradně před květem (ne po odkvětu) a po sklizni. SRS uvádí, že potlačující účinek mají i přípravky Bioan, Biool a Bioton. 